# 212373 Pietrocascella
212373 Pietrocascella este o planetă minoră (asteroid), cu un diametru de 2,13 km, din centura de asteroizi. A fost descoperită pe 22 aprilie 2006 la Borbona de Vincenzo Silvano Casulli⁠(d). 
Obiectul prezintă o orbită caracterizată de o semiaxă mare de 2,1595159349333 UAi, o excentricitate de 0,09, o înclinație de 3,3 ° în raport cu ecliptica.